# Потилична кістка

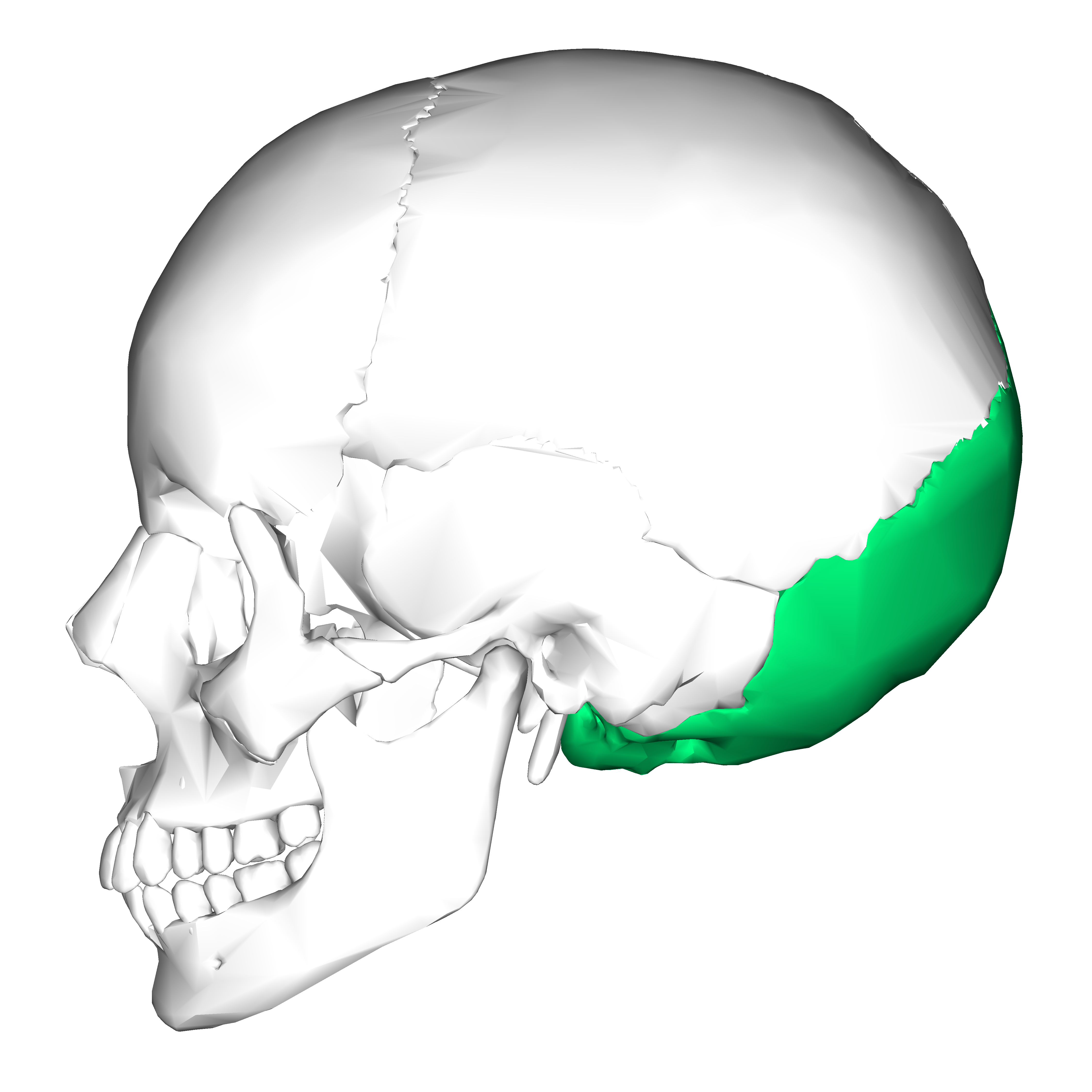
Потилична кістка помічена зеленим кольором

Потилична кістка (лат. os occipitale) — непарна кістка мозкового черепа.

## Анатомія
Потилична кістка складається з луски, бічних частин і основи або тіла. Всі перелічені частини оточують великий отвір, через який спинний мозок з'єднується з головним. Ззовні на лусці є зовнішнє потиличне підвищення, вниз від якого відходить зовнішній потиличний гребінь, а в сторони — верхня і нижня вийні (каркові) лінії. На внутрішній поверхні луски є внутрішнє потиличне підвищення, вниз від якого відходить внутрішній потиличний гребінь, вверх сагітальна борозна, а в сторони — поперечні борозни. Утворюється хрестоподібне підвищення, яке ділить луску на 4 ямки: у верхніх лежать задні полюси півкуль великого мозку, а в нижніх — півкулі мозочка. У борознах знаходяться венозні синуси, куди збирається венозна кров від головного мозку. Стінки синусів не спадаються і це забезпечує швидке відтікання венозної крові від головного мозку.
Бічні частини мають суглобові вирости, що з'єднуються з атлантом. В основі їх є канал під'язикового нерва, через який виходить 12-та пара черепних нервів — під'язиковий. У сторони від суглобових виростів відходять яремні відростки трикутної форми, що мають яремні вирізки. Останні з такими ж вирізками пірамідки утворюють яремний отвір, через який виходить яремна вена (що виносить венозну кров від головного мозку) та IX, X, XI пари черепних нервів (відповідно: язико-глотковий, блукаючий, і додатковий).
Основа потиличної кістки на внутрішній поверхні утворює схил, на якому лежить довгастий мозок, а на зовнішній поверхні розрізняють глотковий горбик, до якого прикріплюються м'язи глотки.
Потилична кістка з'єднується з тім'яними кістками за допомогою лямбдоподібного шва (sutura lambdoidea), зі скроневими кістками в ділянці їхніх соскоподібних відростків — потилично-соскоподібним швом (sutura occipitomastoidea).